# Borex
Borex je obec na jihozápadě Švýcarska v kantonu Vaud. Žije zde přibližně 1 100 obyvatel.

## Geografie
Borex leží v nadmořské výšce 470 m, vzdušnou čarou 5 km západně od okresního města Nyon. Obec se nachází na mírně jihovýchodně se svažující náhorní plošině na jižním úpatí Jury, západně od Ženevského jezera.
Území obce o rozloze 2,0 km² zahrnuje část na jižním úpatí Jury. Území obce se táhne od říčky Boiron de Nyon na sever přes zastavěnou oblast Borex až k poli En Caudray, kde se nachází nejvyšší bod obce ve výšce 511 m nad mořem. V roce 1997 bylo 18 % území obce pokryto zastavěnou plochou, 2 % lesy a lesními porosty a 80 % zemědělstvím.
K obci Borex patří bývalá vesnice Petit Borex (482 m n. m.) severozápadně od obce, osada Les Tourniaux (471 m n. m.) severovýchodně od Borex a řada jednotlivých farem. Sousedními obcemi Borexu jsou Crassier na západě, Arnex-sur-Nyon na jihu, Eysins na východě, Signy-Avenex na severovýchodě, Grens na severoseverovýchodě a Chéserex na severu.

## Historie
První písemná zmínka o obci pochází z roku 1213 a nese název Borrai, v 19. století se objevuje i název Borrex. Od první zmínky patřil Borex k panství Crassier. Po dobytí Vaudu Bernem v roce 1536 přešla vesnice pod správu panství Nyon. Po pádu Staré konfederace patřil Borex v letech 1798–1803 v období Helvétské republiky ke kantonu Léman, který byl poté, když vstoupila v platnost Ústava o zprostředkování, sloučen s kantonem Vaud.

## Obyvatelstvo
| Rok            | 1850 | 1880 | 1900 | 1910 | 1930 | 1950 | 1960 | 1970 | 1980 | 1990 | 2000 |
| Počet obyvatel | 121  | 128  | 168  | 172  | 174  | 182  | 201  | 339  | 530  | 751  | 865  |

Z celkového počtu obyvatel je 74,7 % francouzsky mluvících, 10,5 % německy mluvících a 7,9 % německy anglicky mluvících (stav v roce 2000). Ve druhé polovině 20. století začal značný populační růst, kdy se během několika desetiletí počet obyvatel výrazně zvýšil.

## Hospodářství
Až do druhé poloviny 20. století byla obec Borex charakteristická především zemědělstvím. Na východě obce se pěstuje víno, jinak se úrodná půdě převážně využívá jako orná půda. Další pracovní příležitosti jsou k dispozici v místních malých podnicích a ve službách. V posledních desetiletích se Borex díky své atraktivní poloze vyvinul v rezidenční obec. Mnoho zaměstnanců dojíždí za prací především do Nyonu a Ženevy.

## Doprava
Obec se nachází v blízkosti hlavní silnice z Nyonu do Divonne-les-Bains ve Francii. Dálniční křižovatka Nyon na dálnici A1 (Ženeva–Lausanne) je od obce vzdálena asi 3 km. Borex je napojen na síť veřejné dopravy prostřednictvím autobusové linky Postbusu z Nyonu do Coppet. Borex měl železniční stanici na trati z Nyonu přes Crassier do Divonne-les-Bains, která byla v provozu v letech 1905–1962.